# Renate Klein
Renate Klein (5 de abril de 1945) es una académica, escritora, editora y activista feminista australiana. Fue profesora asociada de estudios de la mujer en la Universidad de Deakin hasta su jubilación en 2006, y junto con la Dra. Susan Hawthorne cofundó la editorial feminista independiente Spinifex Press en 1991. Ha sido autora y editora de catorce libros.

## Biografía
Klein es bióloga y científica social y ha impartido cursos sobre medicina reproductiva y ética feminista. Nació en Suiza y obtuvo una Maestría en Ciencias en biología de la Universidad de Zúrich y luego obtuvo una Licenciatura en Artes (con honores) de la Universidad de California y un Doctorado en Filosofía de la Universidad de Londres.

## Carrera
Ha realizado investigaciones sobre tecnologías reproductivas nuevas y antiguas, incluido el control internacional de la población, FIV, anticonceptivos hormonales e inmunológicos, RU486 y Gardasil, y opera varios blogs sobre estos temas.
Descrita como una feminista radical y partidaria del derecho de las mujeres a acceder al aborto, criticó fuertemente el proceso de aprobación de la Ley de Bienes Terapéuticos (TGA) en relación con el medicamento abortivo RU486, que considera peligroso. También se ha pronunciado enérgicamente contra la subrogación comercial y los peligros del anticonceptivo Depo Provera y la vacuna Gardasil.

## Obras publicadas
- A Girl's Best Friend: the meaning of dogs in women's lives, Jan Fook y Renate Klein (eds.), Spinifex Press, 2001
- Angels of Power and other reproductive creations, Susan Hawthorne, Renate Klein (eds.), Spinifex Press, 1991
- Australia For Women: Travel and Culture, Renate Klein, Susan Hawthorne (eds.), Spinifex Press, 1994
- Cat Tales: the meaning of cats in women's lives, Jan Fook, Susan Hawthorne (eds.), Spinfex Press, 2003
- Cyberfeminism: Connectivity, Critique and Creativity, Susan Hawthorne, Renate Klein (eds.), Spinifex Press, 1999, 2003
- The Exploitation of a Desire: Women's experiences with in vitro fertilisation: an exploratory survey, Women's Studies Summer Institute, 1989
- Horse Dreams: the meaning of horses in women's lives, Jan Fook, Susan Hawthorne, Renate Klein (eds.), Spinifex Press, 2004
- Radically Speaking: Feminism Reclaimed, Diane Bell, Renate Klein (eds.), Spinifex Press, 1996
- RU 486: Misconceptions, Myths and Morals, Renate Klein, Janice G Raymond, Lynette J Dumble, Spinifex Press, 1991, 2013
- Surrogacy: A Human Rights Violation, Renate Klein, Spinifex Press, 2017
- Not Dead Yet: Feminism, Passion and Women’s Liberation, Renate Klein, Susan Hawthorne (eds.), 2021